# Beautiful Mistakes
«Beautiful Mistakes» es una canción grabada por la banda estadounidense Maroon 5 y la rapera estadounidense Megan Thee Stallion. Se lanzó el 3 de marzo de 2021, como tercer sencillo del próximo séptimo álbum de estudio de la banda a través de Interscope Records.

## Antecedentes y lanzamiento
La canción fue revelada junto con su título, portada y fecha de lanzamiento el 22 de febrero de 2021.

## Composición
El sencillo fue producido por Adam Goldstein y Blackbear. Adam Levine y Megan Thee Stallion hablan sobre su amor y su anhelo por sus respectivos seres queridos. El primero se centra en su esposa Behati Prinsloo Levine y la segunda se centra en su novio Pardison Fontaine. «Beautiful Mistakes» tiene ritmos de pop-rock con una batería pesada, sintetizadores y una guitarra suave.

## Video musical
Junto con el lanzamiento del sencillo, se lanzó un vídeo lírico del tema dirigido por Sophie Muller el 3 de marzo de 2021.

## Posicionamiento en listas
| Lista (2021)                               | Mejor posición |
| ------------------------------------------ | -------------- |
| Argentina (Argentina Hot 100)              | 67             |
| Argentina Anglo (Monitor Latino)           | 4              |
| Australia (ARIA)                           | 36             |
| Bélgica (Flandes) (Ultratop 50)            | 37             |
| Bélgica (Valonia) (Ultratop 50)            | 16             |
| Brasil (Pop Internacional)                 | 9              |
| Canadá (Canadian Hot 100)                  | 8              |
| Canadá AC (Billboard)                      | 2              |
| Canadá CHR/Top 40 (Billboard)              | 2              |
| Canadá Hot AC (Billboard)                  | 1              |
| Colombia Anglo (Monitor Latino)            | 9              |
| Corea del Sur (Gaon)                       | 111            |
| Croacia (HRT)                              | 13             |
| Ecuador Anglo (Monitor Latino)             | 20             |
| Eslovaquia (Rádio Top 100)                 | 53             |
| Eslovaquia (Singles Digitál Top 100)       | 57             |
| Emiratos Árabes Unidos (Radiomonitor)      | 4              |
| Estados Unidos (Billboard Hot 100)         | 18             |
| Estados Unidos (Adult Contemporary)        | 13             |
| Estados Unidos (Adult Top 40)              | 2              |
| Estados Unidos (Dance/Mix Show Airplay)    | 31             |
| Estados Unidos (Mainstream Top 40)         | 10             |
| Estados Unidos Rolling Stone Top 100       | 25             |
| Francia (SNEP)                             | 50             |
| Global 200 (Billboard)                     | 26             |
| Grecia (IFPI)                              | 63             |
| Guatemala Anglo Audiencia (Monitor Latino) | 5              |
| Guatemala Anglo Tocadas (Monitor Latino)   | 2              |
| Hungría (Single Top 40)                    | 10             |
| Islandia (Tonlist)                         | 20             |
| Irlanda (IRMA)                             | 36             |
| Italia (FIMI)                              | 39             |
| Japón Hot Overseas (Billboard)             | 4              |
| Letonia (Latvijas Top 40)                  | 12             |
| Líbano (OLT20)                             | 17             |
| Lituania (AGATA)                           | 45             |
| Malasia (RIM)                              | 20             |
| Malta (Radiomonitor)                       | 16             |
| México Anglo Audiencia (Monitor Latino)    | 15             |
| México Anglo Tocadas (Monitor Latino)      | 10             |
| Nueva Zelanda (Recorded Music NZ)          | 21             |
| Macedonia del Norte (Radiomonitor)         | 3              |
| Panamá Anglo (Monitor Latino)              | 2              |
| Paraguay Anglo (Monitor Latino)            | 7              |
| Portugal (AFP)                             | 69             |
| Reino Unido (UK Singles Chart)             | 50             |
| República Checa (Singles Digitál Top 100)  | 93             |
| Rumania (Airplay 100)                      | 24             |
| Singapur (RIAS)                            | 14             |
| Suiza (Schweizer Hitparade)                | 52             |
| Uruguay Anglo (Monitor Latino)             | 16             |
| Venezuela Anglo (Record Report)            | 9              |
| Venezuela Pop (Record Report)              | 22             |
| Venezuela Rock (Record Report)             | 4              |

## Historial de lanzamiento
| País           | Fecha              | Formato                      | Discográfica              | Ref    |
| -------------- | ------------------ | ---------------------------- | ------------------------- | ------ |
| Varios         | 3 de marzo de 2021 | Descarga digital y streaming | Interscope Records        | [ 64 ] |
| Australia      | 5 de marzo de 2021 | Contemporary hit radio       | Universal Music Australia | [ 65 ] |
| Estados Unidos | 8 de marzo de 2021 | Hot adult contemporary radio | 222 e Interscope          | [ 66 ] |
| Estados Unidos | 9 de marzo de 2021 | Contemporary hit radio       | 222 e Interscope          | [ 67 ] |